# Ховард, Рейчел (футболистка)
Рейчел Энн Ховард (англ. Rachel Ann Howard, родилась 30 ноября 1977 года в Нейпире) — новозеландская футболистка, выступавшая на позиции вратаря; позже вице-президент компании Adidas Russia и вице-президент Adidas по развивающимся рынкам.

## Игровая карьера

### Клубная
Рейчел последовала по стопам отца, также игравшего в футбол. Она выступала на позиции вратаря за любительские новозеландские клубы «Тарадейл» (Нейпир), оклендский клуб «Три Кингз Юнайтед», команды «Те Атату» и «Такапуна» с полуострова Те Атату. В 2004 году перешла в команду «Крайльсхайм» из Второй Бундеслиги, с ней в 2006 году вышла в Бундеслигу. Летом 2009 года играла некоторое время в клубе «Пост» из Нюрнберга, в октябре завершила игровую карьеру

### В сборной
В сборной дебютировала 28 мая 1998 года матчем против США (поражение 0:5). В составе сборной Новой Зеландии была в заявке на чемпионат мира 2007 года: новозеландки проиграли все три матча Бразилии (0:5), Дании (0:2) и Китаю (0:2), но на поле ни разу не выходила. Была в заявке сборной на футбольный турнир пекинской Олимпиады: новозеландки сыграли вничью с Японией (2:2), проиграли Норвегии (0:1) и Бразилии (0:4), но и там Ховард не сыграла ни одного матча при основном вратаре Дженни Биндон. Всего за карьеру сыграла 14 игр

## Вне футбола
Ховард окончила Оклендский университет, по его окончании устроилась работать менеджером в спортивную компанию Adidas. В 2004 году Ховард была приглашена на должность в штаб-квартиру Adidas в Херцогенаурахе, где отвечала за разработку тренировочных костюмов и комплектов формы для клубов АПЛ «Челси», «Ливерпуль» и «Ньюкасл Юнайтед». Позже она проработала шесть лет в Шанхае, в июле 2016 года стала сотрудником филиала в Гонконге. С 2019 года — бренд-директор дочернего предприятия Adidas Russia в Москве.